# Jože Pahor
Jože Pahor, slovenski učitelj, pisatelj, dramatik, urednik in publicist, * 20. februar 1888, Sežana, † 1. september 1964, Ljubljana.

## Življenjepis
Starši so mu bili Anton Pahor in Frančiška (roj. Kocjan). Jože Pahor je leta 1906 maturiral na učiteljišču v Kopru ter do 1923 poučeval na osnovnih šolah na Orleku in Sežani. V političnem življenju se je pridružil socialistični levici, sodeloval s H. Tumo, po vojni pa z I. Regentom in D. Gustinčičem ter se 1921 pridružil Komunistični partiji Italije. Bil je napreden učitelj, ki se je moral pred fašizmom umakniti iz Italije. Leta 1926 je odšel v Jugoslavijo ter med drugim od leta 1936 do 1945 poučeval na poskusni šoli v Ljubljani. Za šolske potrebe je napisal jezikovno začetnico Naša beseda (1945) in čitanko Svobodna pota (1945).

## Dela
Kot pripovednik je večinoma nadaljeval romantično-realistično pripovedno izročilo, vendar je pri njem opaziti tudi močno idejno angažiranost, ki je najizrazitejša v socialnem romanu Medvladje (1923), v katerem opisuje razmere na Primorskem med prvo svetovno vojno in tik po njej. V zgodovinskem romanu Serenissima (Ljubljanski zvon 1928–1929; v knjigi 1945), v katerega je vpletel protifašistično tendenco, obravnava boj slovenskega častnika z beneškimi »bravi« (vojno stranko) v 16. stoletju. V drugem zgodovinskem romanu Matija Gorjan (1940) slika vseslovenski kmečki upor leta 1515, v romanu Pot desetega brata (1951) pa življenje J. Jurčiča.
Pahor je pisal tudi drame Viničarji (uprizorjena 1937, v knjigi 1951), Čas je dozorel (1953), Semena v kamenju (1954).
V mladinski književnosti je Pahorjevo najpomembnejše delo povest Otrok črnega rodu (1937), v knjigi Tako je bilo trpljenje (Trst, 1946) pa je zbral in uredil spise otrok in mladine iz Slovenskega primorja. Napisal je še črtico Mladost na Krasu (1959) in potopis Hodil po zemlji sem naši (1951).
Poleg literarnega dela je Pahor v strokovnih glasilih objavljal tudi članke iz družboslovja, pedagogike, literarno kritične in politične sestavke. Bil je urednik Učiteljskega lista (1921–1926) in Novega roda (1924–1926).